# Serrodes villosipeda
Serrodes villosipeda är en fjärilsart som beskrevs av Embrik Strand 1910. Serrodes villosipeda ingår i släktet Serrodes och familjen nattflyn. Inga underarter finns listade i Catalogue of Life.